# Rehau
Rehau település Németországban, azon belül Bajorországban. Lakosainak száma 9366 fő (2023. december 31.). Rehau Aš, Hranice és Krásná községekkel határos.

## Népesség
A település népessége az elmúlt években az alábbi módon változott:
| Lakosok száma | 3317 | 9856 | 9949 | 9988 | 9374 | 9303 | 9352 | 9445 | 9324 | 9366 |
|               | 1875 | 1950 | 1975 | 1987 | 2012 | 2014 | 2016 | 2017 | 2021 | 2023 |